# Коннолли, Питер
Пи́тер Ко́ннолли (англ. Peter Connolly; 8 мая 1935 — 2 мая 2012) — британский историк, исследователь военной истории Античности, археолог и автор иллюстраций. Научный сотрудник Оксфордского университета.

## Биография
Окончил Факультет искусств Брайтонского университета. Его первая книга, «The Roman Army», вышла в 1975 году. Автор множества книг (и иллюстраций к ним), в том числе «Pompeii», «Greece and Rome at War», «The Greek Armies», «The Roman Army» и отмеченной наградами «Legend of Odysseus». Его книга «Colosseum: Rome’s Arena of Death» (2003) развеивает много мифов, укоренившихся в массовом сознании после успеха голливудского пеплума «Гладиатор».
Регулярно выступал в телевизионных передачах как специалист по военному делу и военному снаряжению Античности. В 1980-х годах вёл серию передач для британских школьников «An Archaeological Background to the Gospels», в ходе которых посещал места описываемых в Новом Завете событий на территории Израиля и использовал собственные иллюстрации из книги «Living in the Time of Jesus of Nazareth».
С 1984 года член Общества антикваров Лондона. В 1985 году удостоен звания почётного научного сотрудника (англ. an honorary research fellow) Института археологии Университетского колледжа Лондона.

## Вклад в историческую науку

Построение римского легиона по Коннолли при подходе к противнику

Построение римского легиона по Коннолли перед боем

Коннолли принадлежит авторство гипотезы, реконструирующей манипулярную тактику римского легиона, которая получила широкое распространение в современной исторической науке. Суть гипотезы состоит в том, что первая линия легиона не наступала, как это предполагалось рядом историков, с интервалами между манипулами, а развёртывалась сплошным фронтом.
Работы Коннолли внесли существенный вклад в изучение античного оружия и доспехов. В частности, на основании проведённого эксперимента он выдвинул гипотезу о назначении полукруглых выемок на так называемом беотийском, или дипилонском, щите, реконструировал и провёл испытания гоплитского щита, римских скутума и пилумов. По мнению Коннолли,

…римский способ сражения может быть выведен из анализа доспехов и оружия, особенно в тех случаях, когда оказывается возможным изобразить, как оно изменялось, чтобы лучше соответствовать возлагаемым на него потребностям. Подобное изменение может быть продемонстрировано на археологическом материале эпохи первого столетия Империи, когда данные по шлемам и мечам достаточно многочисленны.

### На русском языке
- Коннолли, Питер. Греция и Рим. Энциклопедия военной истории = Greece and Rome at War / Пер. с англ. С. Лопуховой, А. Хромовой. — М.: ЭКСМО-Пресс, 2000. — 320 с. — 10 000 экз. — ISBN 5-04-005183-2.
- Коннолли, Питер. Греция и Рим. Эволюция военного искусства на протяжении 12 веков = Greece and Rome at War / Пер. с англ. А. Хромовой. — М.: ЭКСМО-Пресс, 2009. — 312 с. — 3000 экз. — ISBN 978-5-699-30724-1.

### На английском языке
- Crosher, Judith (1974), The Greeks, Macdonald Educational (иллюстрации).
- Connolly, Peter (1975), The Roman Army, Macdonald Educational.
- Connolly, Peter (1977), The Greek Armies, Macdonald Educational.
- Connolly, Peter (1978), Hannibal and the Enemies of Rome, Macdonald Educational.
- Connolly, Peter (1978), Armies of the Crusades, Macdonald Educational.
- Connolly, Peter (1979), Pompeii, Macdonald Educational.
- Connolly, Peter (1981), Greece and Rome at War, Macdonald Phoebus Ltd.
  - Дополненное издание (1998), London: Greenhill Books and Pennsylvania: Stackpole Books.
- Connolly, Peter (1983), Living in the Time of Jesus of Nazareth, Oxford University Press.
  - Переиздано под названием A History of the Jewish People in the Time of Jesus: From Herod the Great to Masada (1987).
  - Переиздано под названием The Jews in the Time of Jesus: A History (1995).
  - Переиздано под названием The Holy Land (1999).
- Connolly, Peter (1986), The Legend of Odysseus, Oxford University Press.
  - Переиздано под названием The Ancient Greece of Odysseus (1998).
- Connolly, Peter (1988), Tiberius Claudius Maximus: The Legionary, Oxford University Press.
- Connolly, Peter (1988), Tiberius Claudius Maximus: The Cavalryman, Oxford University Press.
- Hackett, John (1989), Warfare in the Ancient World, Facts On File (иллюстрации).
- Coe, Michael (editor) (1989), Swords and Hilt Weapons, Grove Press (соавтор).
- Connolly, Peter (1991), The Roman Fort, Oxford University Press.
- Burrell, Roy (1991), The Romans, Oxford University Press (иллюстрации).
- Connolly, Peter (1993), Greek Legends: The Stories, the Evidence, Simon and Schuster.
- Burrell, Roy (1997), Oxford First Ancient History (Series: Oxford First Books), Oxford University Press (иллюстрации).
- Connolly, Peter (editor) (1998), The Hutchinson Dictionary of Ancient and Medieval Warfare, Routledge.
- Connolly, Peter and Hazel Dodge (1998), The Ancient City, Life in Classical Athens & Rome, Oxford University Press.
- Connolly, Peter (2001), Ancient Greece, Oxford University Press (текст Andrew Solway).
- Connolly, Peter (2001), Ancient Rome, Oxford University Press (текст Andrew Solway).
- Connolly, Peter (2003), Colosseum: Rome’s Arena of Death, BBC Books.